# Умба (приток Выга)
Умба, в верховьях Большая Умба — река в России, протекает по территории Медвежьегорского района Карелии и Онежского района Архангельской области. Берёт начало в болоте Годовский Мох. Устье реки находится в 112 км по правому берегу реки Выг. Длина реки — 33 км, площадь водосборного бассейна — 268 км². В 11 км от устья в с Большой Умбой сливается правобережный приток Малая Умба, после слияние название реки меняется на Умбу.

## Данные водного реестра
По данным государственного водного реестра России относится к Баренцево-Беломорскому бассейновому округу, водохозяйственный участок реки — бассейн озера Выгозеро до Выгозерского гидроузла, без реки Сегежа до Сегозерского гидроузла. Речной бассейн реки — бассейны рек Кольского полуострова и Карелии, впадает в Белое море.